# 双龙镇 (资中县)
双龙镇，是中华人民共和国四川省内江市资中县下辖的一个乡镇级行政单位。2019年12月，撤销骝马镇，将其所属行政区域划归双龙镇管辖。

## 行政区划
双龙镇下辖以下地区：
舒家桥社区、响滩村、胡家村、楠木村、骑龙村、杜家村、柏林村、书台村、永华村、冷钱村、大坟坝村、青龙嘴村、寿星桥村、李家寺村、石柱庵村、广子冲村、梨兴村、大坟包村、云峰村、中棚村、干河村、檬茨村、穿山村、金龟村、马湾村、蔡六村、孔家村、九龙村和铧头场村。